# Увулярия сидячелистная
Увуля́рия сидячели́стная (лат. Uvularia sessilifolia) — вид цветковых растений рода Увулярия (Uvularia) семейства Безвременниковые (Colchicaceae).

## Ботаническое описание

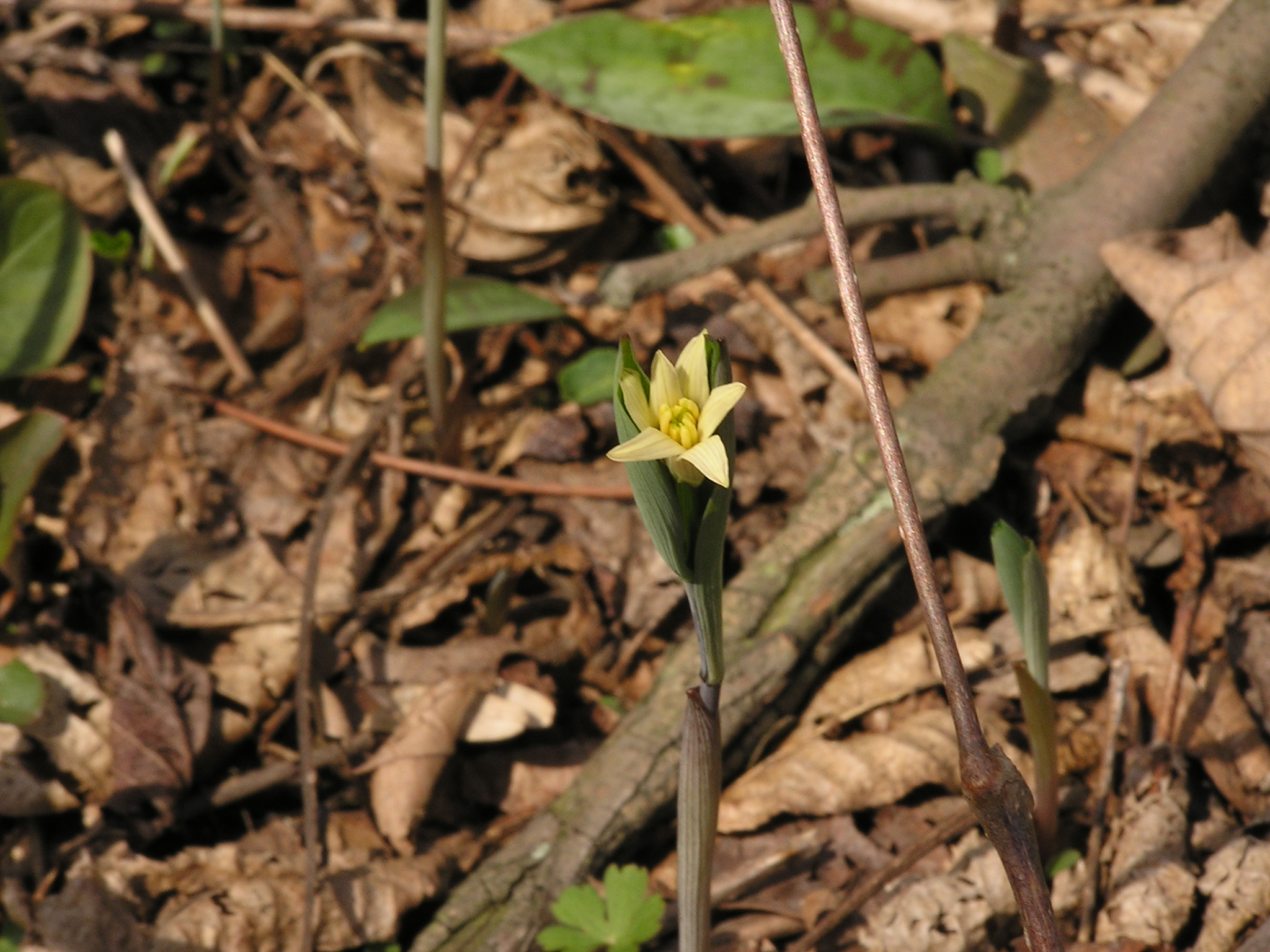
Цветок

Многолетнее травянистое растение. Листья бесчерешковые, сидят прямо на стебле (отсюда название). Они не имеют волосков по краю и довольно узкие, что отличает их от очень похожих листьев стрептопуса (Streptopus).
Цветки жёлтые или кремово-жёлтые, узкоколокольчиковидные. Цветение весной.
Размножение главным образом вегетативное, осуществляется при помощи длинных подземных столонов. Цветущие растения, как правило, семян не формируют, однако если же образование семян происходит, то они находятся в треугольных плодах-коробочках. Поэтому большая часть растений является клонами. 

## Распространение и местообитание
Растение родом с востока Северной Америки. Ареал вида простирается от Атлантического океана к западу до Северной и Южной Дакоты, к югу — до Флориды, к северу — до Манитобы и Квебека. Произрастает в лесах с влажными или сухими почвами.

## Синонимика
- Oakesia sessilifolia (L.) S.Watson
- Oakesiella sessilifolia (L.) Small[3]